# Mount Crowder
Mount Crowder är ett berg i Antarktis. Det ligger i Östantarktis. Nya Zeeland gör anspråk på området. Toppen på Mount Crowder är 2 485 meter över havet, eller 326 meter över den omgivande terrängen. Bredden vid basen är 4,1 km.
Terrängen runt Mount Crowder är huvudsakligen kuperad, men västerut är den platt. Trakten är obefolkad. Det finns inga samhällen i närheten. 